# Dobšice (Nymburki járás)
Dobšice település Csehországban, a Nymburki járásban. Dobšice Sány, Polní Chrčice, Žehuň, Odřepsy, Opolany, Hradčany és Kolaje településekkel határos. Lakosainak száma 252 fő (2024. január 1.).

## Népesség
A település lakosságának változását az alábbi diagram mutatja:
| Lakosok száma | 480  | 514  | 498  | 384  | 282  | 186  | 235  | 241  | 242  | 252  |
|               | 1869 | 1890 | 1921 | 1950 | 1980 | 2001 | 2017 | 2019 | 2022 | 2024 |